# Xan de Waard
Xan de Waard (Renkum, 8 november 1995) is een Nederlandse hockeyster. Sinds de zomer van 2015 komt ze als aanvaller uit voor de Stichtse Cricket en Hockey Club (SCHC) in Bilthoven. Daarvoor speelde ze voor Kampong (2011-2015). In haar jeugd hockeyde De Waard voor HC Wageningen. Met SCHC won ze in 2023 en 2024 de KNHB Gold Cup.
De Waard maakte haar debuut in de Nederlandse hockeyploeg op 4 februari 2013 tijdens een interland tegen Australië (2-2 gelijk) op een vriendschappelijk toernooi in Zuid-Afrika. In datzelfde jaar werd ze ook geselecteerd voor de Hockey World League en vervolgens opgenomen in de definitieve selectie voor het WK 2014 in Den Haag. 
Met oranje, waar ze doorgaans als middenvelder speelt, werd De Waard onder meer tweevoudig olympisch kampioen (2020, 2024), drievoudig wereldkampioen (2014, 2018, 2022) en viervoudig Europees kampioen (2017, 2019, 2023, 2025). In 2023, onder bondscoach Paul van Ass, werd ze aanvoerder van de Nederlandse ploeg, nadat ze het jaar daarvoor het aanvoerderschap had gedeeld met Pien Sanders en Marloes Keetels.
In december 2023 werd De Waard uitgeroepen tot 's werelds beste hockeyster van het jaar.
De Waard heeft een relatie met hockey international Terrance Pieters.

## Erelijst
- Hockey World League 2013 te San Miguel de Tucumán (Argentinië)
- WK hockey 2014 te Den Haag (Nederland)
- Champions Trophy 2014 te Mendoza (Argentinië)
- EK hockey 2015 te Londen (Verenigd Koninkrijk)
- Olympische Zomerspelen 2016 te Rio de Janeiro (Brazilië)
- Champions Trophy 2016 te Londen (Verenigd Koninkrijk)
- EK hockey 2017 te Amsterdam (Nederland)
- Hockey World League 2017 te Auckland (Nieuw-Zeeland)
- WK hockey 2018 te Londen (Verenigd Koninkrijk)
- Champions Trophy 2018 te Changzhou (China)
- Hockey Pro League 2019 te Amstelveen (Nederland)
- EK Hockey 2019 te Antwerpen (België)
- Olympische Spelen 2020 (2021) te Tokio (Japan)
- Hockey Pro League 2021-2022
- WK Hockey 2022 te Amstelveen en Terrasa (Nederland en Spanje)
- Hockey Pro League 2022-2023
- EK Hockey 2023 te Mönchengladbach (Duitsland)
- Hockey Pro League 2023-2024
- Olympische spelen 2024 te Parijs (Frankrijk)
- Hockey Pro League 2024-2025
- EK Hockey 2025 te Mönchengladbach (Duitsland)

Naomi van As · 
Willemijn Bos · 
Carlien Dirkse van den Heuvel · 
Margot van Geffen · 
Eva de Goede · 
Ellen Hoog · 
Kelly Jonker · 
Marloes Keetels · 
Laurien Leurink · 
Caia van Maasakker · 
Kitty van Male · 
Maartje Paumen · 
Joyce Sombroek · 
Maria Verschoor · 
Xan de Waard · 
Lidewij Welten ·
Coach: Alyson Annan
Felice Albers · 
Margot van Geffen ·  
Eva de Goede · 
Marloes Keetels · 
Josine Koning · 
Sanne Koolen · 
Laurien Leurink · 
Caia van Maasakker · 
Frédérique Matla ·  
Laura Nunnink · 
Malou Pheninckx · 
Pien Sanders ·  
Lauren Stam · 
Maria Verschoor · 
Xan de Waard · 
Lidewij Welten · 
Coach: Alyson Annan
Felice Albers ·  
Joosje Burg  ·  
Pien Dicke ·  
Luna Fokke ·  
Yibbi Jansen ·  
Marleen Jochems ·  
Sanne Koolen ·  
Renée van Laarhoven ·  
Frédérique Matla ·  
Freeke Moes ·  
Laura Nunnink ·  
Lisa Post ·  
Pien Sanders ·  
Marijn Veen ·  
Anne Veenendaal (K) ·  
Maria Verschoor ·  
Xan de Waard  ·  
Coach: Paul van Ass